# 원 영종 (15대)
원 영종(元 寧宗, 1326년 5월 1일(음력 3월 29일) ~ 1332년 12월 14일(음력 11월 26일))은 대원의 제11대 황제이자 몽골 제국의 제15대 카안(재위 : 1332년 10월 23일 ~ 1332년 12월 14일)이다. 시호는 충성사효황제(沖聖嗣孝皇帝), 본명은 린친발(몽골어: ᠷᠢᠨᠴᠢᠨᠪᠠᠯ Rinčinbal, Ринчинбал, 한국 한자: 懿璘質班 의린질반, 티베트어: རིན་ཆེན་དཔལ། Rin chen dpal) 혹은 이린친발, 이르체말, 몽골식 칸호는 에르데네초트 칸(ᠪᠠᠭᠠᠲᠤᠷ ᠴᠣᠭᠲᠤ ᠬᠠᠭᠠᠨ, Эрдэнэцогт хаан)이다. 그의 어머니 바부샤는 나이만 출신으로, 아버지 쿠살라(Qošila, 和世剌, 즉 원 명종)가 즉위 이전에 알타이산맥의 서쪽으로 망명해서 만났다고 전해진다. 문종의 2차 즉위 후 황태자가 되었다가 1330년 2월 24일 녹왕(鄜王)에 봉해졌다. 문종 사후 형 명종의 아들을 후계자로 세우라는 유언에 의해 즉위했다. 1332년 10월에 즉위하였으나 재위 2개월만에 갑자기 사망한다.

## 생애

### 출생과 귀국
린친발 혹은 이린친발은 1326년 5월 1일(음력 3월 29일) 당시 주왕(周王)이던 명종 쿠살라(和世剌)와 나이만부족 출신 정궁 황후 바부샤 카툰의 아들로 태어났다. 어머니 바부샤 카툰은 세조 쿠빌라이 칸의 손자 카말라의 외손녀이며, 남편 원 명종과는 6촌간이 된다. 원사에 의하면 그는 1326년 음력 5월 1일 북방 초원에서 태어났다 한다. 그의 아버지 쿠실라가 알타이산맥 서쪽에 망명 중일 때 태어났다. 그는 명종 쿠살라의 둘째 아들이었으나, 정궁 황후 바부샤 카툰의 아들이었다. 이복 형으로 명종 쿠살라가 중앙아시아에서 얻은 카를루크족 추장의 딸 매래적의 아들로 후일 순제가 되는 이복 형 토곤 테무르(妥懽貼睦爾)가 있었다. 린첸발에게는 캉글리족 사람 독로(秃魯)의 처가 그의 유모로 정해졌는데, 이름과 성씨는 전하지 않는다.
1238년 8월 예순테무르가 죽고, 그해 10월 13일 예순테무르의 아들 라기바흐가 제위를 계승했다. 그러나 엘 테무르를 비롯한 군벌들과, 무종의 측근들은 10월 16일 투그테무르(圖帖睦爾)를 추대했고, 11월 14일 상도에 있던 라기바흐의 군대를 격파하고, 제위를 차지했다.
쿠살라는 차가타이 한국의 엘지기데이의 후원으로 몽골과 차가타이 칸국의 장군들을 모아서 월등한 대군으로 몽골로 귀환, 1329년 1월 26일 쿠살라와 그의 군대는 카라코룸 북쪽의 체첵 호수와 테르힝 차강 호수 근처에 당도했다. 투그 테무르는 위기를 느껴 양위를 선언하였고, 일설에는 엘테무르의 제안으로 양위했다고도 한다. 투그 테무르가 중서성좌승 요루테무르(躍里帖木兒)를 사자로 보내 양위를 선언했다는 설도 있다. 이때 린친발도 함께 귀국하였다.

### 즉위 이전
그해 2월 27일 아버지 쿠살라는 명종으로 즉위했다. 엘 테무르는 쿠살라를 호위하고, 수도 대도 사람들은 그를 환영하였다. 쿠살라는 카라코룸에서 즉위하였다. 아버지 쿠살라는 자신의 아들들이 나이가 어려서 가망이 없다고 보고, 동생인 투그 테무르를 황태자로 임명한다. 그러나 그의 아버지 명종 쿠살라는 1328년 8월 2일 대도로 가던 도중,  상도 부근에서 투그테무르 태자와 만나고 연회를 베풀었다. 투그테무르를 만난 지 4일 후에 쿠살라는 돌연사했는데, 엘 테무르에 의해 독살되었다.
이로서 숙부 문종 투그테무르가 복위하고 다시 황태자에 봉해졌다가, 1330년 2월 24일 린첸발(懿璘質班, 영종)은 녹왕(鹿+邑王)으로 봉해졌다.
린친발의 어머니 바부샤 카툰은 문종의 황후 부다시리 카툰과 갈등하다가, 1330년 4월 20일 부다시리 카툰의 사주를 받은 내시에 의해 독살되었다. 이후 린첸발이 누구에 의해 양육되었는지는 알려져 있지 않다.
1331년 1월 투그 테무르는 자신의 아들 아난트라다를 황태자로 임명해야 한다는 상소를 듣고 아난트라다를 황태자로 임명했으나 1개월 만에 사망했다. 투그 테무르는 1332년에 사망하였고 다른 아들 연첩고사(燕帖古思)가 있었지만, 형을 죽였다는 자책감에 괴로워한 삼촌 문종은 자신의 형 쿠살라(和世剌, 투그테무르의 형)의 아들이 다음 황위를 계승하도록 유언을 남겼다. 일설에는 투그 테무르의 황후 부다시리가 자신의 아들이 정쟁에 휘말리기를 원치 않아, 자기 아들 엘 테구스가 황제가 되는 것을 사양했다고도 한다.

### 즉위와 최후
1332년 9월 지진이 발생했다. 그해 10월 투그테무르의 미망인 부다시리(卜答失里)는 투그테무르의유언대로 쿠살라의 차남 린첸발을 옹립, 1332년 10월 23일 황제(영종)로 즉위시켰다. 린첸발이 이복 형 토곤테무르(妥懽貼睦爾)를 제칠 수 있었던 것은 엘 테무르의 견제 외에도, 그의 모후 바부샤가 정궁 황후라는 점도 작용했다. 그날 대도 황궁 대명전(大明殿)에서 황제로 즉위했다. 당시 영종의 나이는 6세였다. 당시 섭정은 부다시리였지만, 엘테무르가 조정의 실세였다.
쿠살라의 장남 토곤 테무르가 살아 있었지만, 당시 권력을 잡고 있었던 엘 테무르(燕帖木兒)는 그가 황좌에 오르는 것을 거부하였다. 왜냐하면 엘 테무르는 명종 쿠살라를 독살했다는 의심을 받았고, 토곤 테무르는 삼촌 투그 테무르가 아버지 코실라를 독살했다고 주장했다. 엘 테무르는 토곤 테무르가 즉위하면 명종 독살 의혹을 추궁할 것을 두려워했다.
1332년 10월 옹기라트주의 답납야특미실과 결혼했다. 그러나 2개월 뒤에 영종은 사망했고, 답람야특미실 황후는 1368년까지 살다가 사망한다. 11월 26일 황태후 부다시리 카툰을 태황태후로 봉하고, 11월 30일 존호를 올렸다. 신원사 22권에는 1332년 11월 30일에 상황태후에게 존호를 올렸다는 기록이 나타나나 존호명은 나타나지 않는다.
1332년 12월 14일 영종은 대도 황궁에서 7세로 갑자기 사망했다. 일설에는 살해되었다는 설과, 흑사병 또는 전염병으로 사망했다는 설이 있다. 엘 테무르는 문종 투그테무르의 아들 엘 테구스를 즉위시키자고 했지만 부다시리는 그것을 거절하였고 영종의 이복 형 토곤 테무르를 황위에 올렸다. 일설에는 암살되었다는 설도 있다. 시중에는 린첸발 황제의 갑작스러운 죽음에 대해, 독살설이 제기되기도 하였다. 그의 유언 여부는 알려진 것이 없고, 곧 광서성에 있던 이복 형 토곤 테무르가 상도로 와서 황제로 즉위하였다.

### 사후
12월 16일 기련곡에 장사하였다. 일각에서는 그의 짧은 재위기간을 놓고, 그는 실제로 통치한 적이 없다는 평을 내리기도 했다. 1337년 2월 10일 원 순제는 그에게 충성사효황제(沖聖嗣孝皇帝)의 시호를 올렸고, 묘호는 영종(寧宗)이라 하였다. 존호 여부는 알려진 것이 없다.
원사, 원사연의에는 그의 존호가 전하지 않으나, 후대에 붙은 몽골어식 존호는 에르데네초트 칸(Эрдэнэцогт хаан)으로, 몽골어로 보물, 보배로운이라는 뜻이다.
그가 갑자기 죽자 엘테무르는 당황하여 부다시리 카툰에게 엘 테구스를 차기 황제로 세울 것을 요청하였으나, 부다시리 카툰의 완강한 반대로 무산되었다.

## 가족 관계

### 조부모와 부모
- 조부 : 제3대 황제 무종(武宗) 카이산(海山)
- 조모 : 추존황후 인헌장성황후(仁獻莊聖皇后) 이키레스씨(亦乞烈氏)
- 부황 : 제9대 황제 명종(明宗) 쿠살라(和世剌)
- 모후 : 팔불사 대황후(八不沙 大皇后) 내마진씨(乃馬眞氏)

### 후비
- 답납야특미실 대황후(答納也忒迷失 大皇后) 옹기라트씨(弘吉剌氏)

## 기년
| 영종        | 원년           |
| ----------- | -------------- |
| 서력 (西曆) | 1332년         |
| 간지 (干支) | 임신(壬申)     |
| 연호 (年號) | 지순(至順) 3년 |

## 원 영종이 등장한 작품
- 《기황후》 (MBC, 월화드라마 2013년~2014년, 배우: 정재민

| 전임 숙부 툭테무르 자야아투 카안 | 제15대 몽골 제국 카안 1332년 10월 23일 ~ 1332년 12월 14일 | 후임 이복 형 우카가투 토곤 테무르 카안 엘테무르(섭정) |

| 전임 숙부 툭테무르 자야아투 카안 | 제10대 원나라의 황제 1332년 10월 23일 ~ 1332년 12월 14일 | 후임 이복 형 우카가투 토곤 테무르 카안 엘테무르(섭정) |

## 같이 보기
- 원나라의 황제
- 몽골의 칸 목록